# Ricardo Blasco
Pour les articles homonymes, voir Blasco.
Ricardo Blasco Laguna (Valence, 30 avril 1921 - Madrid, 8 février 1994) est un scénariste, réalisateur et écrivain espagnol.

## Biographie
Ricardo Blasco Laguna est né à Valence le 30 avril 1921. Il étudie la philosophie mais finit par se consacrer à la poésie et devient écrivain. Il contribue à des journaux et magazines de Catalogne comme Revista Literária Corcel, L'Espill, Revista de Catalunya, Diario de Valencia, entre autres. Lorsqu'il commence sa carrière dans l'industrie cinématographique, c'est en tant que relecteur de scénario pour la société Cifesa,. Dans les années 1950, il devient assistant réalisateur. Son premier film est La duquesa de Benamejí en 1949 aux côtés de Luis Lucia. Il accompagnera ensuite le réalisateur sur une dizaine de films supplémentaires. Après avoir co-réalisé Nuits andalouses avec Maurice Cloche, il réalise son premier film seul en 1960 : Amor bajo cero. Il réalise aussi bien des films policiers (Opération dans l'ombre et Autopsia de un criminal) que des western spaghetti avec Duel au Texas et deux films sur Zorro : Les Trois Épées de Zorro et Le Serment de Zorro.
À partir du milieu des années 1960, il est également scénariste et réalisateur pour des séries télévisées. Il arrête sa carrière cinématographique au tout début des années 1980.
En parallèle du cinéma et de la télévision, il écrit des livres historiques sur la région de Valence, livres qu'il continuera d'écrire jusqu'à sa mort.

### Vie privée
Il est un descendant de l'écrivain et journaliste espagnol Vicente Blasco Ibáñez.

## Filmographie

### Réalisateur

#### Cinéma
- 1954 : Nuits andalouses (Noches andaluzas) co-réalisé avec Maurice Cloche
- 1960 : Amor bajo cero
- 1961 : Opération dans l'ombre (Armas contra la ley)
- 1963 : Autopsia de un criminal
- 1963 : Duel au Texas (Duello nel Texas), coréalisé avec Mario Caiano
- 1963 : Les Trois Épées de Zorro (Le tre spade di Zorro)
- 1965 : Destino: Barajas
- 1965 : Le Serment de Zorro (El Zorro cabalga otra vez)

#### Télévision
- 1964 : 30 grados a la sombra (12 épisodes)
- 1964 : Escuela de maridos (24 épisodes)
- 1964-1965 : Estudio 3 (2 épisodes)
- 1966 : Diego de Acevedo (3 épisodes)
- 1967 : Escuela de matrimonios (13 épisodes)

### Assistant réalisateur
- 1949 : Currito de la Cruz par Luis Lucia
- 1949 : La duquesa de Benamejí par Luis Lucia
- 1952 : Lola, la piconera par Luis Lucia
- 1952 : Aux portes de la ville (Cerca della ciudad) par Luis Lucia
- 1952 : Gloria Mairena par Luis Lucia
- 1953 : Aeropuerto par Luis Lucia
- 1954 : Un caballero andaluz par Luis Lucia
- 1954 : Morena Clara par Luis Lucia
- 1955 : La Lupa par Luis Lucia
- 1955 : Suspiros de Triana par Ramón Torrado
- 1956 : El piyayo par Luis Lucia
- 1956 : La vida en un bloc par Luis Lucia
- 1956 : Los ladrones somos gente honrada par Pedro L. Ramírez
- 1956 : Le Chanteur de Mexico (El Cantor de México) par Richard Pottier
- 1957 : Maravilla par Javier Setó
- 1957 : Un fantasma llamado amor par Ramón Torrado
- 1957 : Un marido de ida y vuelta par Luis Lucia
- 1957 : La cenicienta y Ernesto par Pedro L. Ramírez
- 1958 : La Vengeance (La Venganza) par Juan Antonio Bardem
- 1958 : ¡Viva lo imposible! par Rafael Gil
- 1959 : Tu seras reine (¿Dónde vas, Alfonso XII?) par Luis César Amadori
- 1959 : Lune de miel (Luna de miel) par Michael Powell
- 1959 : Carmen de Grenade (Carmen la de Ronda) par Tulio Demicheli
- 1959 : La casa de la Troya par Rafael Gil
- 1960 : Crimen para recién casados par Pedro L. Ramírez
- 1961 : Fantasmas en la casa par Pedro L. Ramírez

### Scénariste
- 1949 : La duquesa de Benamejí par Luis Lucia
- 1955 : Suspiros de Triana par Ramón Torrado
- 1958 : Secretaria para todo par Ignacio F. Iquino
- 1963 : Duel au Texas (Duello nel Texas) par lui-même
- 1965 : Le Serment de Zorro (El Zorro cabalga otra vez) par lui-même
- 1970 : Lola la piconera, téléfilm de Fernando García de la Vega

## Publications
- (es) Ricardo Blasco, Poesia política valenciana, 1802-1938, 1979.
- (es) Ricardo Blasco, Història del País Valencià, Almudin d' Edicions i Publicacions, 1979.
- (es) Ricardo Blasco, Introducció a la història del cine valencià, 1981.
- (es) Ricardo Blasco, La premsa del País Valencià (1790-1983) : Catàleg de les publicacions periòdiques aparegudes al País Valencià des de 1790 fins els nostres dies, 1983.
- (es) Ricardo Blasco Laguna, Estudis sobre la literatura del País Valencià (1859-1939), Edicions de l'Ajuntament de l'Alcúdia, 1985. (ISBN 978-84-505-0697-6)
- (es) Ricardo Blasco, La insolent sàtira antiga (Assaig d'apoximació a la poesia valenciana de caire popular), 1985, 220 p. (ISBN 978-8-4505-1241-0)
- (es) Ricardo Blasco, La novel·la romàntica al País Valencià", Curial, coll. « Biblioteca de cultura catalana », 1993, 152 p. (ISBN 978-84-7256-940-9)